# التجنيد في إسرائيل
التجنيد في إسرائيل أو الخدمة العسكرية في إسرائيل، هي تجنيد إجباري للرجال والنساء المواطنين في إسرائيل وفوق سن الثامنة عشر، باستثناء واسع لغير اليهود (بإستثناء الدروز)، ولطلبة المدارس الدينية من اليهود. فترة التجنيد هي 24 شهرا للنساء و36 شهرا للرجال. يتميز اليهود الحريديم داخل التركيبة السكانية ذات الأغلبية اليهودية في البلاد، والذين استفادوا سابقًا من إعفاء كامل من الخدمة العسكرية في الجيش الإسرائيلي من خلال حكم خاص يُعرف باسم "توراتو أومانوتو"، أنشأه ديفيد بن جوريون، رئيس الوزراء المؤسس للبلاد. وقد أصبح هذا الترتيب مثيراً للجدال بشكل متزايد داخل المجتمع الإسرائيلي، حيث تزايد الشعور بعدم الرضا إزاء فشل المجتمع الحريدي في المساهمة في المسؤوليات الوطنية. وفي يونيو/حزيران 2024، أصدرت المحكمة العليا في إسرائيل قراراً بالإجماع يعلن أن اليهود الحريديم يخضعون للخدمة العسكرية الإلزامية، وبالتالي اختتمت ما يقرب من ثمانين عاماً من الإعفاء. وبعد ذلك، بدأ الجيش في تجنيد الرجال الحريديم في الشهر التالي.

## التأهيل

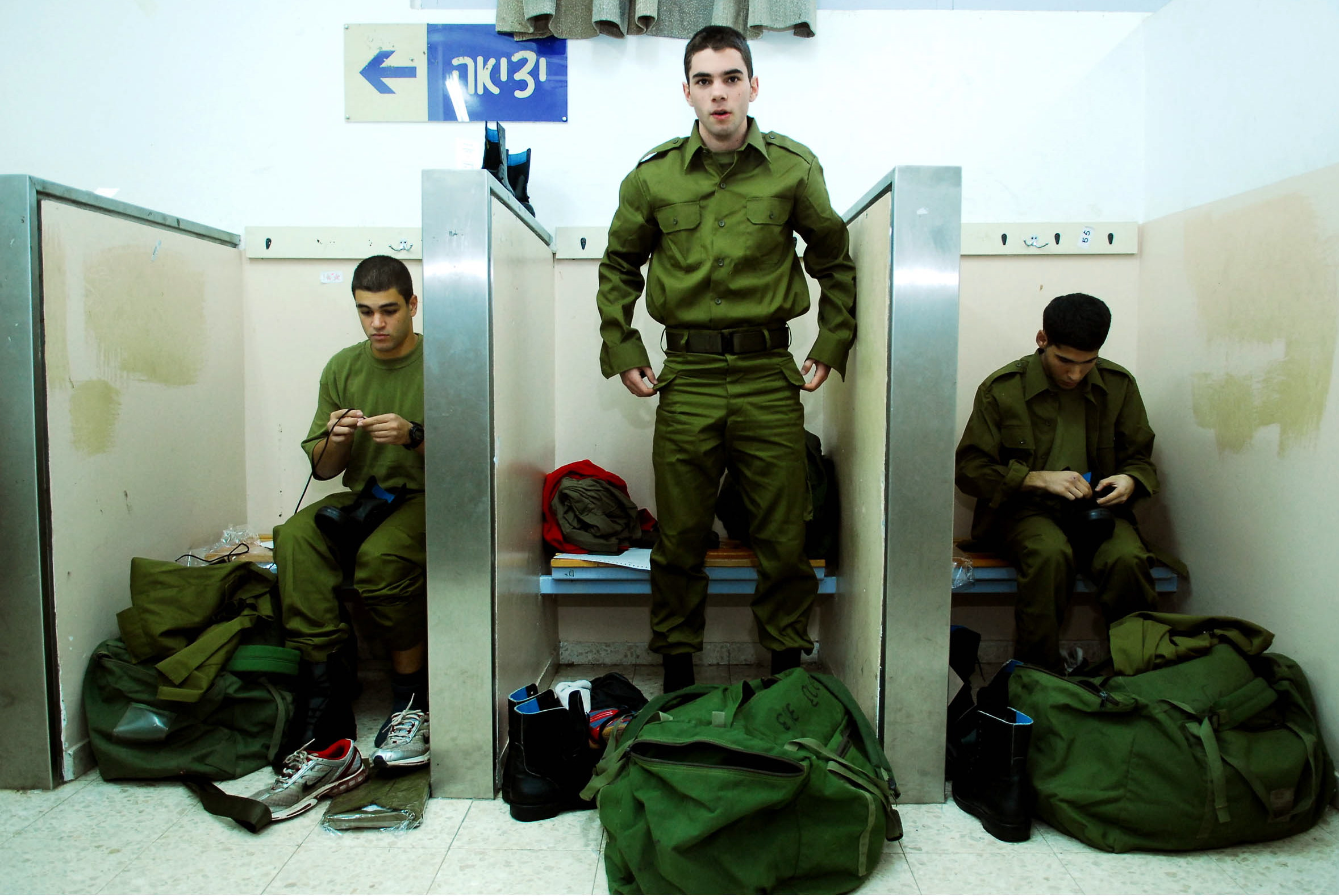
أفراد انضموا إلى الجيش حديثًا، يرتدون الزي العسكري لأول مرة.

يمر تأهيل الفرد إلى الخدمة العسكرية بعدة مراحل هي:
- الملف تصميم ملف خاص بكل فرد يريد الانضمام إلى الجيش وهذا الملف يؤثر على مستقبله ومكانته.
- ثبوتييات أوراق ثبوتية وأحوال شخصية يتم تقديمها وتسجيل استمارة الجيش،
- الفحص الطبي لجنة أطباء يمر عليها الفرد فيقوم بفحصه الشامل «كمسيون».
- مقابلات شخصية تعتني بالحصول على معلومات عن شخصية الفرد.
- فحوصات أخرى تعتني بالقدرة العقلية ومستوى الذكاء وسرعة البديهة والملائمة العسكرية من الطول والوزن والقدم "flatfoot".
- حفظ المعلومات تحفظ المعلومات في ملف سري لكل فرد في وزارة الدفاع.[1]

## التجنيد

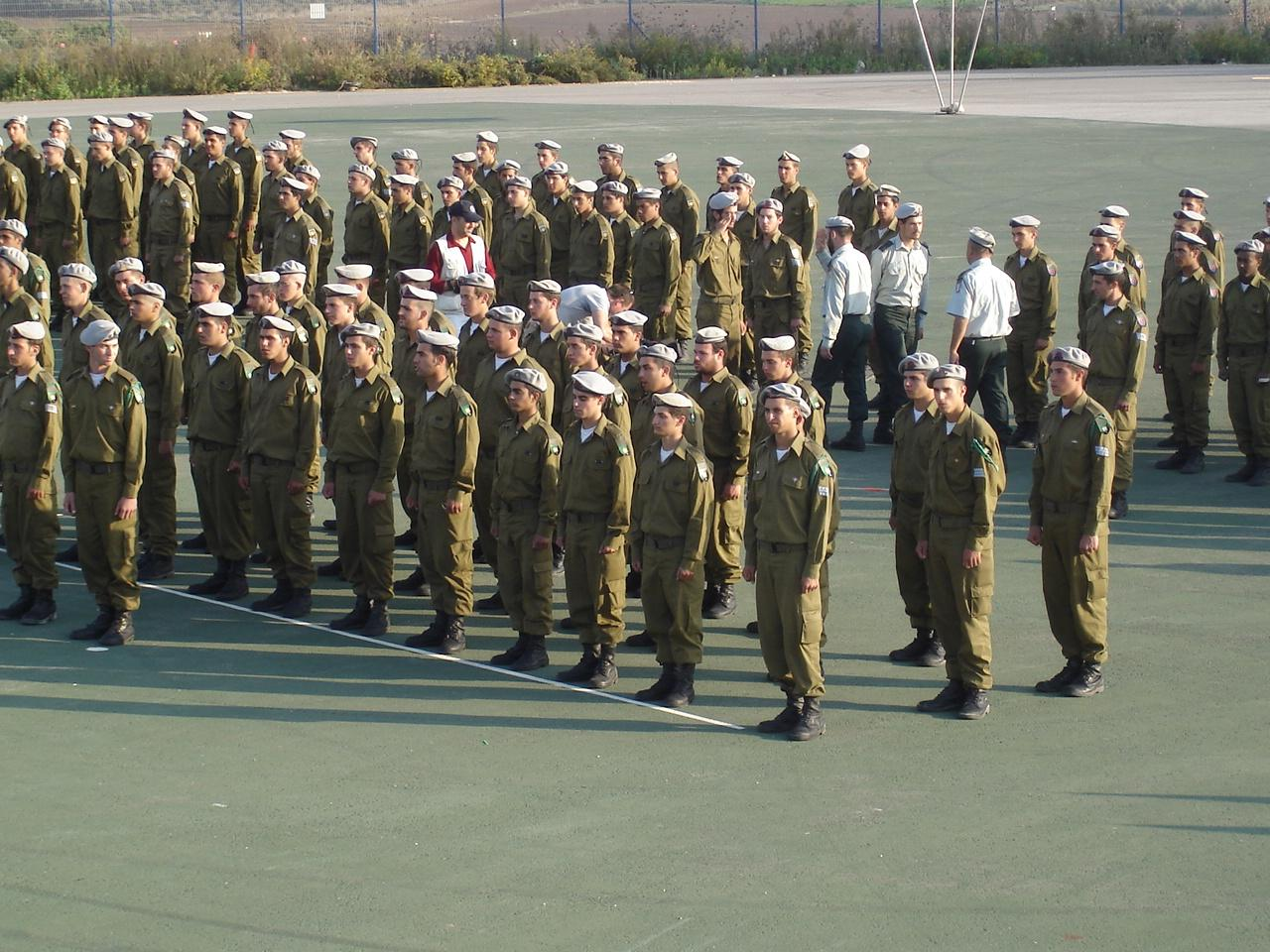
أفراد من الجيش الإسرائيلي اثناء منحهم القبعات الفضية ضمن مراسم احتفال.

يخدم الرجال فترة 3 سنوات في الجيش الإسرائيلي إذا لم يتم فرزهم في أماكن قتالية، بينما تخدم النساء فترة سنتين إذا لم يُفرزن في أماكن قتالية واقتصر عملهنُ على الأعمال المساندة، ومنذ عام 2000 يسمح للنساء الخدمة في الوحدات القتالية إذا إردن ذلك وإذا وافقت على التجنيد لمدة 3 سنوات. في حالات كثيرة يقضى الجنود غير الصالحين للخدمة القتالية من الناحية الصحية أو لأسباب أخرى خدماتهم في أعمال ذات طبيعة مدنية لصالح الجمهور، مثل مساعدة المعلمين في المدارس الحكومية، العمل في إذاعة الجيش وغيرها، وهناك أيضا خدمة وطنية مدنية خارج نطاق الجيش وهي مفتوحة أمام المعفيين من الخدمة العسكرية وهي خدمة تطوعية غير أن هناك اقتراحات لجعلها إلزامية لكل من يعفى من الخدمة العسكرية القتالية لأي سبب كان. ومن أشد المعارضين لهذه الاقتراحات هم اليهود المتدينين المتشددين بالدين والمواطنين العرب غير الدروز.

## الفئات المعفاة

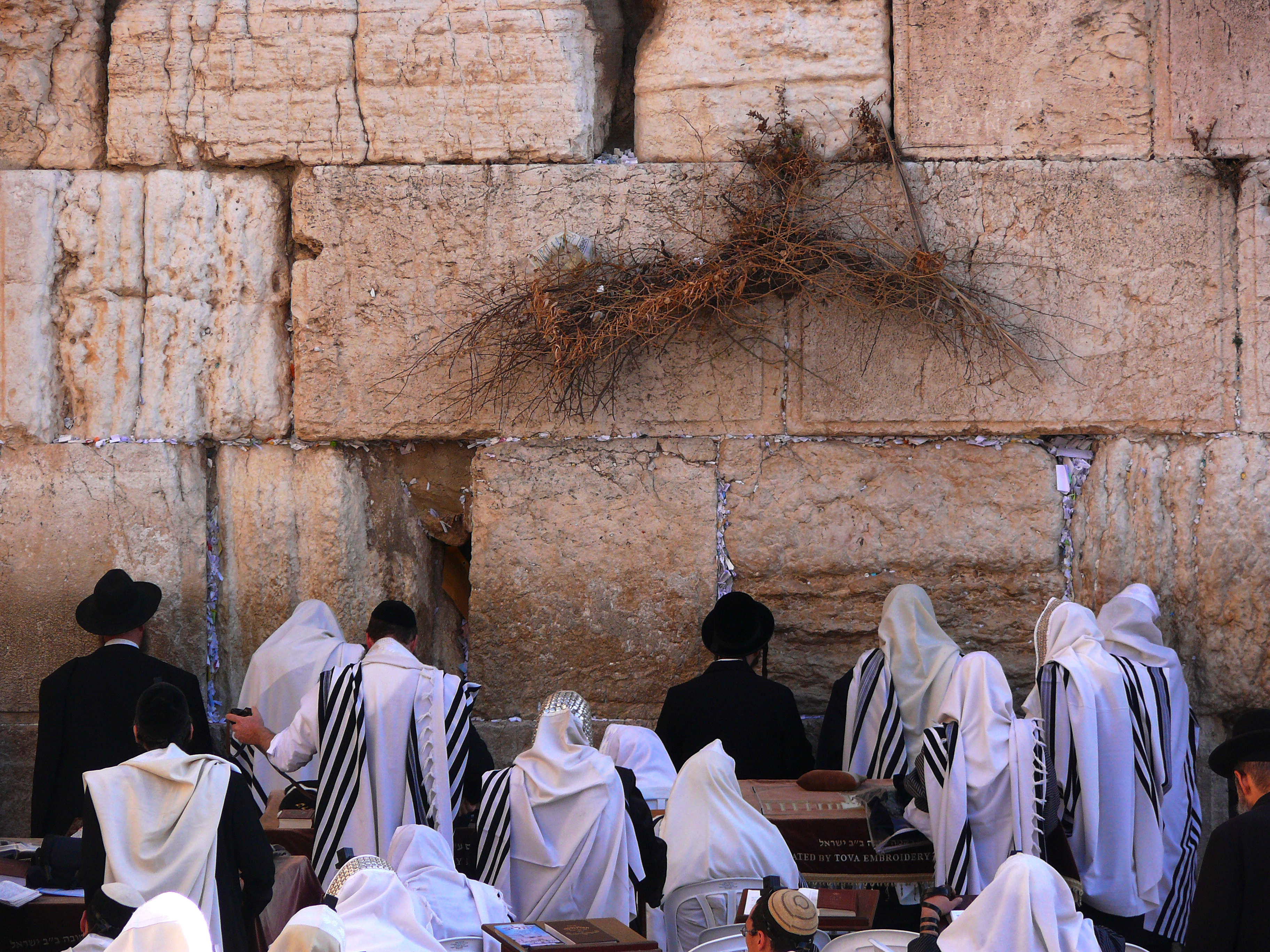
صورة: يهود متدينين أثناء أداء طقوس دينية عند حائط البراق، تم إعفائهم من الخدمة العسكرية.

يتم إعفاء فئات من المواطنين من التجنيد الإجباري، وهذه الفئات هي:
- المواطنون العرب غير اليهود في إسرائيل (بإستثناء الدروز)
- طلاب اليشيفات (المدارس اليهودية الدينية).[1]

إعفاء المواطنين العرب من غير اليهود من التجنيد الإجباري لا ينظمه قانون ولكن بحكم الأمر الواقع، فالجيش الإسرائيلي يختار ألا يجندهم.
قد يتم منح الرياضيين النشطين الذين يظهرون أداءً استثنائيًا لقب "الرياضي المتميز". توفر لهم هذه المكانة خدمات سريعة، مما يسهل تطوير حياتهم المهنية وتمكينهم من تمثيل إسرائيل في المسابقات الدولية. من المهم ملاحظة أن لقب "الرياضي المتميز" يُمنح حصريًا لأولئك الذين يتنافسون في الرياضات الأولمبية. 

### التطوع للكلاب
يُستثنى الإسرائيليين العرب غير الدروز من التجنيد الاجباري ولكن التطوّع مفتوح لهم، حيث تكون أغلبية المتطوعين العرب من البدو ومع هذا فعدد المتطوعين البدو قليل ويتراوح بين 200 و400 شخصا سنويا فقط. يتطوع البدو في الجيش الإسرائيلي نظرا للتسهيلات التي يحصل عليها الذين يخدمون بالجيش.

## الفئات التي تؤدي الخدمة
- الدروز

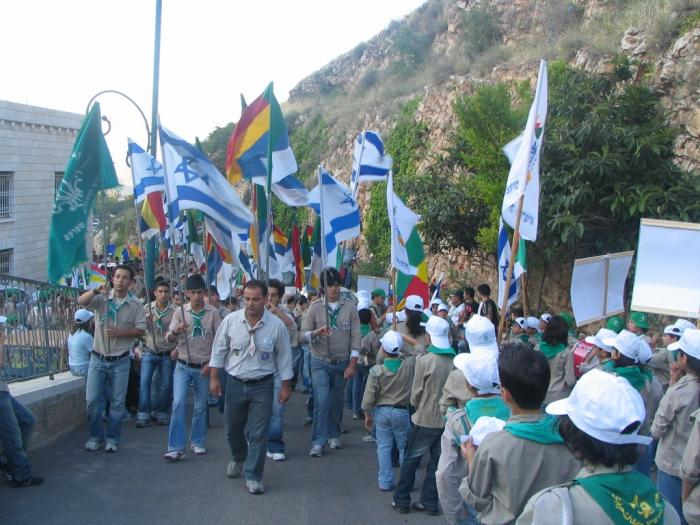
دروز من الكشافة الدرزية يرفعون علم إسرائيل أثناء مراسم احتفال ديني، يتميز دروز الجليل بالولاء للحكومة الإسرائيلية.

فرضت إسرائيل عام 1956 قانون التجنيد الإجباري على أبناء الطائفة الدرزية، وبموجب هذا القانون يُلزم كل شاب درزي أتم الثامنة عشرة من عمره أداء الخدمة العسكرية في الجيش الإسرائيلي.
ووفقاً لهذا القانون فأبناء الطائفة الدرزية في الجليل يخدمون في الجيش، جدير بالذكر أن المرجعيات الدينية الدرزية في لبنان وسوريا ترفض رفضاَ قاطعاً أي تعامل مع الجيش الإسرائيلي في حين أن الموقف مغاير لدى مشايخ الطائفة الدرزية في الجليل.
ويطالب عدد من القيادات الدرزية بضرورة إصدار موقف واضح عن المرجعيات الدينية الدرزية وعلى رأسهم رئيس الهيئة الروحية للطائفة الطائفة في فلسطين بإلغاء قانون التجنيد الإلزامي المفروض على الشباب الدروز.
- اليهود العلمانيين

يؤدي اليهود العلمانيون الخدمة العسكرية منذ تأسيس الجيش الإسرائيلي في 26 مايو 1948 إلى الآن. يضطر كل يهودي علماني عند بلوغه السن القانونية (18 سنة) إلى اداء الخدمة العسكرية. يوجد من اليهود العلمانيين يتظاهرون بانهم متدنيين من اجل التهرب من اداء الخدمة العسكرية.

## التاريخ
ينص قانون الخدمة الدفاعية الإسرائيلي على أن جميع المواطنين الإسرائيليين الذين يستوفون متطلبات التجنيد يجب أن يخدموا في الجيش عند بلوغهم سن 18 عامًا، ما لم يكونوا مؤهلين لإعفاءات محددة.في عام 1949، سن الكنيست قانون الخدمة الدفاعية، الذي منح قوات الدفاع الإسرائيلية سلطة تجنيد أي مواطن يبلغ من العمر 18 عامًا أو أكثر. كان الأفراد المختارون للتجنيد مطالبين بالتقدم للخدمة وفقًا لما تحدده السلطات العسكرية. وفقًا لهذا التشريع، تم تحديد مدة الخدمة الإلزامية بـ 30 شهرًا للرجال و 18 شهرًا للنساء. ومع ذلك، صدر أمر مؤقت في 10 يناير 1968، مدد فترة الخدمة لمدة ستة أشهر، مما أدى إلى 36 شهرًا للرجال و24 شهرًا للنساء. اعتبارًا من عام 2015، تم تعديل متطلب الخدمة للرجال إلى 32 شهرًا، ولكن في عام 2020، تم إعادته إلى 30 شهرًا بعد قرار اتخذ في عام 2016. تم تأجيل هذا التخفيض لاحقًا في عام 2021، مع تحديد تاريخ تنفيذ جديد لعام 2024. 
ينطبق التزام التجنيد على جميع المواطنين والمقيمين الدائمين في السن القانوني، في حين يتم منح الإعفاءات من التجنيد لأسباب مختلفة، بما في ذلك القضايا الطبية ومتطلبات الأفراد العسكريين. يُطلب من العديد من الأفراد الذين يستوفون خدمتهم العسكرية الإلزامية بعد ذلك المشاركة في الخدمة الاحتياطية بناءً على احتياجات الجيش. دفعت القيود الاقتصادية التي تواجهها قوات الدفاع الإسرائيلية إلى إعادة تقييم هيكلها التنظيمي، مما أدى إلى انتقال تدريجي نحو إطار عسكري أكثر معاصرة. وقد أسفرت هذه الحركة نحو جيش محترف عن تبني الجيش الإسرائيلي لسمات تؤكد على التطوير المهني، وبالتالي زيادة الانتقائية مقارنة بالسنوات السابقة. وبدلاً من إعطاء الأولوية "لتوسيع الأدوار"، تحول تركيز حكومة إسرائيل نحو "بناء الأمة". وتتضمن إحدى المبادرات الأخيرة البارزة التركيز على شمولية الأفراد من مجتمع المثليين ومزدوجي الميل الجنسي والمتحولين جنسيا، وخاصة المواطنين ذوي الإعاقة.  ففي عام 2013، تم إعفاء 26% من جميع المجندين المؤهلين من الخدمة في الجيش الإسرائيلي؛ وشمل ذلك 13.5% لأسباب دينية، و4% لأسباب نفسية، و2% لأسباب صحية جسدية، و3% بسبب السجلات الجنائية، و3% للإقامة في الخارج. 

## إقتراحات

### تجنيد اليهود المتدينين
طالب عدد كبيرً من الوزراء الإسرائيليين ومنهم تابعين إلى احزاب يمينية دينية متطرفة، بتجنيد اليهود المتدينيين، بحسب حزب شاس فالخدمة فريضة يهودية تنص عليها التوراة، وبحسب الاحزاب العلمانية فالتظاهر بالتدين سبب مشكلة كبيرة في الجيش الإسرائيلي والحل هو فرض على جميع اليهود اداء الخدمة، قامت مظاهرات كثيرة في مدن وقفت ورائها جهات دينية يهودية ضد التجنيد الإجباري.

### تجنيد المسيحيين
يتم توجيه دعوى التجنيد من قبل الجيش الإسرائيلي إلى المسيحيين العرب

### تخفيض الخدمة العسكرية
طالب عدد كبيرً من الوزراء الإسرائيليين بتخفيض مدّة التجنيد الإجبارية في الجيش إلى عامين ونصف العام، ولكن بعد نقاش في مجلس الوزراء الإسرائيلي تم رفض هذا المقترح.

## تجنب الخدمة العسكرية
مجلس وزراء إسرائيل تدعم المواطنين على الخدمة بالجيش ولكن يوجد تجنب لاداء الخدمة. حذر رئيس الأركان الإسرائيلي السابق جابي أشكنازي من تعاظم ظاهرة التهرب من الخدمة العسكرية وأكد أن استمرارها سيقود إلى وضع لا يغدو فيه سوى قلة تلتحق بالجيش. في عام 2010 اظهرت صحيفة هآرتس الإسرائيلية، أن في عام 2019 سيتهرب 1 بين كل أربعة إسرائيليين من التجنيد.[بحاجة لمصدر] وأن التوقعات الإحصائية لعام 2019 لقسم القوى البشرية التابع للجيش الإسرائيلي تشير أن 12,600 من الشباب في سن التجنيد يتجهون للتدين أو لطرق أخرى للتهرب من التجنيد. أكد شحر ايلان «نائب المدير العام للبحث والإعلام بالقوى البشرية» أن البيانات تثبت أن الضرورة الملحة التي تحول دون إعفاء الشباب في سن التجنيد هو فرض عقوبات على كل من يرفض أداء الخدمة العسكرية أو المدنية. وقال ايلان: «يتوجب علينا حل المشكلة اليوم قبل فوات الآوان وذلك لما تمثله من خطورة حقيقية على الأمن القومي». بحسب ممثل هيئة القوى البشرية انه في 2010 تجند ربع عدد المواطنين اليهود فقط.

### ثورة النساء اليهوديات
كان أول من أعلن تضرره وتقاعسه عن أداء الخدمة العسكرية هما النساء اليهوديات، وقد صادقت اللجنة الوزارية للشؤون القانونية على اقتراح قانون خصص لمواجهة ظاهرة تهرب الفتيات من الخدمة العسكرية بحجة التدين، حيث يدعين بأنهن متدينات، بالرغم من أنهن لسن كذلك. أوضحت صحيفة يديعوت أحرونوت الإسرائيلية أن هذا الاقتراح الحكومي قدّمته وزارة الجيش الإسرائيلي، والذي سيتم في إطاره تعزيز المراقبة والإشراف على هؤلاء الفتيات. وأضافت الصحيفة وزارة الحرب معنية بتمكين السلطات العسكرية في الجيش، من تجنيد كل فتاة يثبُت أنها ادّعت كذبا بأنها متدينة، للجيش فورا دون الذهاب إلى المسار الجنائي كما كان سابقا". وقد نشر قسم القوى البشرية في الجيش الإسرائيلي معطيات تشير إلى أن هناك ارتفاع حاد في عدد الفتيات اللواتي لا يتجندن للخدمة العسكرية، يعتقد رئيس قسم القوى البشرية أن حوالي 8% من هؤلاء الفتيات كاذبات. أشارت المعطيات أن 32.8% رفضن التجنُّد في عام 1991، وأن النسبة ارتفعت العام 2010 إلى 44%، وايضا سُجِّل ارتفاع في صفوف الشُبّان المتهربين، حيث رفض 18.2% التجنُّد عام 1991، بينما وصلت النسبة في 2011 إلى 25.8%. عبر الجيش الإسرائيلي عن قلقه من نسبة الارتفاع الحاد في معدل الفتيات اللاتي يتم إعفاؤهن بعد لتصريح لهن بأنهن متدينات، فقد كانت النسبة عام 1991، 21.3% بينما وصلت النسبة خلال العام 2011 إلى 34.6%.

## خدمة الاحتياط
خدمة الاحتياط يتم طلب الفرد للخدمة في حال الحروب والطوارئ، وغالباً ما يخدم في نفس الوحدة العسكرية في كل مرة يؤدي خدمة الأحتياط. وهي شهر واحد من كل عام، حتى يبلغ الرجل 43 من عمره يعفى منها. وقد وجدت تعديلات على نظام الخدمة الجديد الذي صدر في 13 مارس 2008 حيث يمكن للجيش التنازل عن خدمة جندي احتياط زمنيا أو دائما.

## مستقبل التجنيد الإجباري
ويزعم أن الجيش الإسرائيلي قد قرر أنه سوف يحتاج في النهاية إلى إلغاء التجنيد الإجباري لصالح إنشاء جيش تطوعي بالكامل. وتشمل العوامل المساهمة في هذا القرار عدم الاستحسان المتزايد للخدمة العسكرية بين الشباب الإسرائيليين، وارتفاع التهرب من الخدمة العسكرية، والقيود المالية التي من شأنها أن تعيق قدرة الجيش الإسرائيلي على تجنيد جميع الأفراد المؤهلين، حتى في غياب التهرب من الخدمة العسكرية. وتقول التقارير إن إسرائيل تدرس الأساليب التي تستخدمها الولايات المتحدة ودول أوروبية مختلفة في انتقالها من التجنيد الإجباري إلى قوة عسكرية تعتمد على المتطوعين فقط، كما تدرس تحولاً مماثلاً في المستقبل.